# ライヴ・アット・ウッドストック
『ライヴ・アット・ウッドストック』（Live at Woodstock）とは、ジミ・ヘンドリックスが1969年のウッドストック・フェスティバルに出演した時の演奏を収録したライブ・アルバム。フェスティバルから30年を経た1999年、財団エクスペリエンス・ヘンドリックスの監修により、2枚組CDとして発売された。

## 解説
1969年にエクスペリエンスが解散すると、ジミは旧友のベーシスト、ビリー・コックスをバンドに迎える。そして、サイド・ギタリストやパーカッション奏者も加えた大編成のバンド、ジプシー・サン・アンド・レインボーズを結成し、ウッドストック・フェスティバルに出演。ジミがフェスティバルの主催者から受け取ったギャラは、出演者の中で最高額の1万8千ドルであった。映像の中ではコンサートスタッフからは「ジミ・ヘンドリックス・エクスペリエンス」と紹介されているが、MCではヘンドリックスは「ジプシー・サン・アンド・レインボーズ」と名乗っており、同バンドとしてはこのライブが初めてのギグであると語っている。
フェスティバルも終盤となった8月18日の午前9時に演奏が始められた。この頃には多くの観客が既に帰っており、残ったのは2万5千人程度であったが、フィードバック奏法を多用した「星条旗」（アメリカ国歌）は語り草となり、フェスティバルを記録したドキュメンタリー映画『ウッドストック/愛と平和と音楽の三日間』（1970年公開）でもクライマックスで紹介された。このアメリカ国歌の演奏について、ローリング・ストーン誌では『まるで元々エレクトリック・ギターのソロ用に作られた曲のように響く』と評している。
この時の音源の一部は、オムニバス・アルバム『ウッドストック』（1970年）、『ウッドストック2』（1971年）で断片的にリリースされた。1994年には、ジミ名義のライブCD『ウッドストック』（1994年）として発表されたが、実際の演奏曲目より7曲少なく、曲順も大幅に変えられていた（実際のライブでは中盤に演奏された「ファイア」から始まっている）。
エクスペリエンス・ヘンドリックスが監修した本作では、これまで未発表テイクとなっていた「スパニッシュ・キャッスル・マジック」「ラヴァー・マン」「フォクシー・レディ」「ヘイ・ジョー」を加え、曲順も実際のセット・リストに準じて並べ替えられた。ただし、サイド・ギタリストのラリー・リーがボーカルを担当した「マスターマインド」（ラリーのオリジナル曲）と「ジプシー・ウーマン」（インプレッションズのカヴァー）は収録されず、2010年12月現在も未発表のままである。
2010年12月、限定版が発売された。

## 収録曲
「星条旗」「ヘイ・ジョー」以外の楽曲はジミ・ヘンドリックス作。

### ディスク1
1. イントロダクション[MC] - Introduction
2. 愛のメッセージ - Message To Love
3. ヒア・マイ・トレインAカミン - Hear My Train A Comin'
4. スパニッシュ・キャッスル・マジック - Spanish Castle Magic
5. レッド・ハウス - Red House
6. ラヴァー・マン - Lover Man
7. フォクシー・レディ - Foxy Lady
8. ジャム・バック・アット・ザ・ハウス - Jam Back At The House

### ディスク2
1. イザベラ - Izabella
2. ファイア - Fire
3. ヴードゥー・チャイルド (スライト・リターン) - Voodoo Child (Slight Return) ～ ステッピング・ストーン - Stepping Stone
4. 星条旗 - Star Spangled Banner (Francis Scott Key, John Stafford Smith)
5. 紫のけむり - Purple Haze
6. ウッドストック・インプロヴィゼーション - Woodstock Improvisation
7. ヴィラノヴァ・ジャンクション - Villanova Junction
8. ヘイ・ジョー - Hey Joe (Billy Roberts)

## 参加ミュージシャン
- ジミ・ヘンドリックス - ボーカル、ギター
- ビリー・コックス - ベース
- ミッチ・ミッチェル - ドラムス
- ラリー・リー（英語版） - ギター、ボーカル
- ジェリー・ヴェレツ（英語版） - パーカッション
- ジュマ・サルタン（英語版） - パーカッション